# Ripenda Kosi
Ripenda Kosi – wieś w Chorwacji, w żupanii istryjskiej, w mieście Labin. W 2011 roku liczyła 12 mieszkańców.